# Championnat de Côte d'Ivoire de football 1981
Navigation
Saison suivante
La saison 1981 du Championnat de Côte d'Ivoire de football était la 23e édition de la première division ivoirienne. Elle oppose les 10 meilleures équipes du pays, rassemblées au sein d'une poule unique où les clubs affrontent 2 fois tous leurs adversaires, à domicile et à l'extérieur.
C'est le Stella Club d'Adjamé qui termine en tête du championnat et remporte son premier titre de champion de Côte d'Ivoire.

## Les 10 clubs participants
- ASEC Abidjan
- Club Omnisports de Bouaflé
- AS Dibo
- Sporting Club de Gagnoa
- Stella Club d'Adjamé
- Africa Sports
- Sacraboutou Sports de Bondoukou
- Réveil Club de Daloa
- USC Bassam
- Alliance Bouaké

## Compétition

### Classement
Le barème de points servant à établir le classement se décompose ainsi :
- Victoire : 3 points
- Match nul : 2 points
- Défaite : 1 point

| Rang | Équipe                          | Pts | J  | G | N  | P  | Bp | Bc | Diff |
| ---- | ------------------------------- | --- | -- | - | -- | -- | -- | -- | ---- |
| 1    | Stella Club d'Adjamé            | 43  | 18 | 9 | 7  | 2  | 37 | 22 | +15  |
| 2    | USC Bassam                      | 42  | 18 | 9 | 6  | 3  | 24 | 19 | +5   |
| 3    | ASEC MimosasT                   | 40  | 18 | 7 | 9  | 2  | 29 | 16 | +13  |
| 4    | Sporting Club de Gagnoa         | 37  | 18 | 7 | 5  | 6  | 26 | 23 | +3   |
| 5    | Africa SportsC                  | 37  | 18 | 7 | 5  | 6  | 17 | 19 | -2   |
| 6    | Alliance Bouaké                 | 36  | 18 | 7 | 4  | 7  | 20 | 16 | +4   |
| 7    | Sacraboutou Sports de Bondoukou | 36  | 18 | 4 | 10 | 4  | 22 | 24 | -2   |
| 8    | AS Dibo                         | 34  | 18 | 6 | 4  | 8  | 15 | 21 | -6   |
| 9    | Réveil Club de Daloa            | 28  | 18 | 4 | 2  | 12 | 8  | 23 | -15  |
| 10   | Club Omnisports de Bouaflé      | 26  | 18 | 2 | 4  | 12 | 15 | 36 | -21  |

|  | Qualifié pour la Coupe des clubs champions africains 1982    |
|  | Qualifié pour la Coupe des Coupes 1982                       |
|  | Qualification pour la Coupe de l'UFOA 1982                   |
|  | T: Tenant du titre C: Vainqueur de la Coupe de Côte d'Ivoire |

## Bilan de la saison
| Championnat de Côte d'Ivoire de football 1981 |                                  |
| Champion                                      | Stella Club d'Adjamé (1er titre) |
| Coupes et trophées                            |                                  |
| Vainqueur de la Coupe de Côte d'Ivoire 1981   | Africa Sports                    |
| Vainqueur de la Coupe Félix-Houphouët-Boigny  | Africa Sports                    |
| Qualifications continentales                  |                                  |
| Coupe des clubs champions africains 1982      | Stella Club d'Adjamé             |
| Coupe des Coupes 1982                         | Africa Sports                    |
| Coupe de l'UFOA 1982                          | USC Bassam                       |
| Promotions et relégations                     |                                  |
| Promus en Division 1                          | Inconnus                         |
| Relégués en Division 2                        | Inconnus                         |